# جوزيف فوغل
جوزيف فوغل (بالإنجليزية: Joseph Vogel)‏ هو ناقد موسيقي وكاتب وصحفي أمريكي، ولد في 4 أغسطس 1981.

## وصلات خارجية
- الموقع الرسمي